# To Each His Own
To Each His Own (bra: Só Resta uma Lágrima; prt: Lágrimas de Mãe) é um filme estadunidense de 1946, do gênero drama romântico, dirigido por Mitchell Leisen, e estrelado por Olivia de Havilland. O roteiro de Charles Brackett e Jacques Théry retrata a história de uma jovem que tem um filho fora do casamento e tem que desistir dele.
Olivia de Havilland ganhou seu primeiro Oscar de melhor atriz por sua atuação. Brackett foi indicado ao Oscar de melhor história original. A música-título se tornou um grande sucesso mundial.

## Sinopse
Em Londres, que enfrenta a Segunda Guerra Mundial, durante uma falha na energia na véspera do Ano Novo, Josephine "Jody" Norris (Olivia de Havilland) começa a narrar sua história de vida para Lorde Desham (Roland Culver).
Em 1918, Jody encontra-se em sua pequena cidade natal de Piersen Falls. A Primeira Guerra Mundial está prestes a chegar ao fim, e é nessa época que ela conhece o piloto de caça, Bart Cosgrove (John Lund), com que tem um caso amoroso que resulta em uma gravidez. Quando Bart volta para a guerra, Jody é convencida por um médico a abortar a criança, para seu próprio bem. No entanto, ao descobrir que Bart foi assassinado em combate, a mulher decide levar a gravidez adiante.
Em 1919, Jody dá à luz ao seu filho em segredo. Então, Daisy (Victoria Horne), a enfermeira que fez seu parto, entrega o pequeno para uma outra família, com o argumento de que o garoto é um órfão da guerra – tudo para que Jody possa adotá-lo mais tarde, sem que haja um escândalo em sua pacata cidade. No entanto, o esquema não funciona como o planejado. O filho de Jody acaba sendo adotado por Corrine Piersen (Mary Anderson), que acabara de perder seu filho recém-nascido. Então, Jody escolhe amar seu filho à distância.

## Elenco
- Olivia de Havilland como Josephine "Jody" Norris
- Mary Anderson como Corinne Piersen
- Roland Culver como Lorde Desham
- Virginia Welles como Liz Lorimer
- Phillip Terry como Alec Piersen
- Bill Goodwin como Mac Tilton
- John Lund como Capitão Bart Cosgrove / Gregory Pierson (adulto)
- Victoria Horne como Daisy Gingras, a enfermeira
- Griff Barnett como Daniel Norris
- Alma Macrorie como Belle Ingram
- Bill Ward como Gregory (criança)
- Frank Faylen como Babe
- Willard Robertson como Dr. Hunt
- Arthur Loft como Bernadock Clinton
- Virginia Farmer como Sra. Cora Clinton
- Doris Lloyd como Srta. Pringle
- Clyde Cook como Sr. Harkett
- Ida Moore como Srta. Claflin
- Mary Young como Sra. Nix

## Recepção

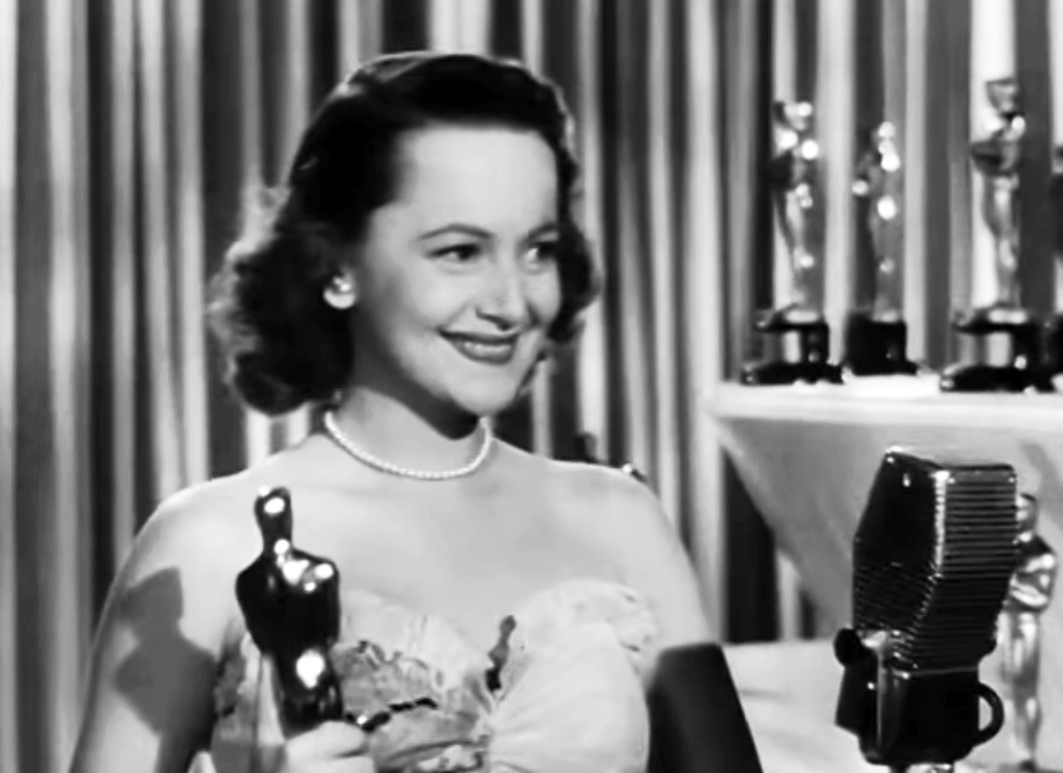
Olivia de Havilland aceitando o seu primeiro Oscar de melhor atriz por sua atuação neste filme. A atriz agradeceu a um total de 27 pessoas, sendo este um recorde de nomes mencionados durante um discurso de agradecimento em toda a história da premiação.

O Alt Film Guide escreveu: "To Each His Own é surpreendentemente direto ao lidar com uma mãe solteira, comparando a frieza crescente de Jody com os flashbacks distantes – mas honestos – que compõem a maior parte do filme". Um crítico da Cinescene disse: "Em To Each His Own, a sofredora é capaz de aprender algo com seus erros e infortúnios, crescendo além de sua dor e angústia em uma espécie de sabedoria. O filme tem estilo, mas também uma sinceridade de sentimento que lhe confere distinção". Outro escreveu: "Francamente feminista avant la lettre, o filme está consciente de restrições, mas comprometido com seu movimento para a frente: menos ressentido do que engenhoso e mais robusto do que estridente, ainda assim zangado e determinado".
A Classic Film Guide escreveu: "Uma história sentimental maravilhosa (e agora datada)". Um crítico do website The Jigsaw Lounge escreveu: "O roteiro de Brackett é uma maravilha de construção intrincada, com praticamente todos os pequenos detalhes da personagem e do enredo introduzidos por um motivo que 'compensa' muito mais tarde no roteiro. Pensando bem, é uma história bastante exagerada – e pode ser necessário mais do que o grau usual de suspensão da descrença aqui e ali. Mas isso deve ser uma tarefa muito simples para todos, exceto para o público mais cabeça-dura: A combinação de ressonância emocional e inteligência viva de To Each His Own é potente e duradoura".
San.beck escreveu: "Este drama sentimental explora a solidão de uma mulher que é bem-sucedida nos negócios, mas tem apenas um parente que raramente vê. As guerras mundiais resultaram em alguns casamentos rápidos e muitas viúvas". Nick's Flick Picks deu ao filme uma classificação de 3/5 estrelas. A revista TV Guide disse: "O que poderia ter sido um romance banal é elevado ao status de drama emocional superior por um roteiro sábio, direção sensível e uma performance vencedora do Oscar de de Havilland".
Jack Sedoian, um estudioso de cinema, escreveu: "Assistir aos filmes de Leisen, no entanto, desperta o desejo de levantar as armas, erguer uma ou duas bandeiras na esperança de garantir ao diretor sua parte de direito nos holofotes. Segue para To Each His Own, uma filme para chorar quintessencial de Leisen – o que alguém poderia chamar de lixo brilhante criado pelas melhores mentes da indústria cinematográfica, mas isso pode ser maravilhoso o suficiente para fazer o trabalho".

## Adaptações
O filme inspirou o escritor indiano Sachin Bhowmick a trabalhar em um roteiro tematicamente semelhante a "To Each His Own", que mais tarde foi lançado como "Aradhana" (1969) e se tornou um dos filmes de maior sucesso de Bollywood. A produção é considerada um marco na carreira de Rajesh Khanna. No mesmo ano, o filme também foi refilmado em turco como "Kadın Asla Unutmaz", dirigido por Orhan Aksoy.
"Aradhana" foi refilmado em telugo como "Kannavari Kalalu", e em tâmil como "Sivagamiyin Selvan" (ambos de 1974).

## Prêmios e indicações
| Ano  | Cerimônia                             | Categoria                | Indicado            | Resultado |
| ---- | ------------------------------------- | ------------------------ | ------------------- | --------- |
| 1947 | Oscar                                 | Melhor atriz             | Olivia de Havilland | Venceu    |
| 1947 | Oscar                                 | Melhor história original | Charles Brackett    | Indicado  |
| 1947 | Associação de Críticos de Nova Iorque | Melhor atriz             | Olivia de Havilland | Indicado  |

## Mídia doméstica
Em 1998, o filme foi lançado em VHS pela Universal Studios, e mais tarde em DVD para a Região 2, também pela Universal.